# Hartwig Gauder

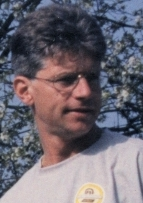
Hartwig Gauder (1994)

Hartwig Gauder (* 10. November 1954 in Vaihingen an der Enz, Baden-Württemberg; † 22. April 2020 in Erfurt) war ein deutscher Leichtathlet und Olympiasieger, der – für die DDR und später das wiedervereinigte Deutschland startend – in den 1980er und 1990er Jahren zu den weltbesten 50-km-Gehern gehörte. Seine größten Erfolge sind die Titelgewinne bei den Olympischen Spielen 1980 in Moskau, bei den Europameisterschaften 1986 in Stuttgart und bei den Weltmeisterschaften 1987 in Rom.

## Karriere
Hartwig Gauder verbrachte seine frühe Kindheit in Süddeutschland, bis seine Familie 1960 in die DDR nach Ilmenau (Thüringen) übersiedelte, weil seine Mutter dort ein Haus geerbt hatte. Als Geher startete er zunächst auf der 20-km-Strecke. Er wurde 1975 sowie 1976 DDR-Meister und stellte 1978 einen Europarekord im 20.000-Meter-Bahngehen (1:24:22,7 h) auf. Nachdem er bei den Europameisterschaften nur Siebter geworden war, stieg er auf die 50-km-Strecke um. Als er 1980 seinen Olympiasieg in Moskau errang, bestritt er erst seinen vierten Wettkampf auf dieser Distanz.
Die Olympischen Spiele 1984 in Los Angeles entgingen ihm wegen des Boykotts der DDR.
Nach den Weltmeisterschaften 1993 in Stuttgart nahm er Abschied vom Leistungssport, blieb aber weiter aktiv und betrieb Walking. 1994 stellte sich ein zunächst unerklärliches Absinken seiner Leistungsfähigkeit ein, das sich 1995 als Virusinfektion seines Herzens erwies – infiziert während eines Gebäudeaufmaßes im Rahmen seines Architekturstudiums in einer ehemaligen Geflügelfarm, wie Ärzte später vermuteten. 1996 erhielt er zunächst ein künstliches Herz und 1997 ein Spenderherz, mit dem er kaum zwei Jahre danach den New-York-City-Marathon im Walking bestritt. Fünf Jahre später erfüllte er sich einen weiteren Traum: Als erster Mensch nach einer Herztransplantation bestieg er im August 2003 den heiligen Fuji-san, Japans höchsten Berg.
Hartwig Gauder war Diplom-Architekt und arbeitete von 2007 bis 2013 am Universitätsklinikum Jena, ab 2013 im Thüringer Ministerium für Soziales, Familie und Gesundheit. Er war Generalsekretär des Vereins Sportler für Organspende und 2. Vorsitzender des Vereins Kinderhilfe Organtransplantation; zudem Schirmherr der Deutschen Sepsisgesellschaft, Beirat in der Deutschen Gesellschaft für Prävention und Rehabilitation in der Kardiologie, Kuratoriumsmitglied der Deutschen Sepsisstiftung und ständiger Gast der Deutschen Stiftung Organtransplantation.
In seiner aktiven Zeit startete er für den SC Turbine Erfurt und trainierte bei Siegfried Herrmann. Er war in dieser Zeit 1,86 m groß und wog 71 kg.
Einen seiner letzten öffentlichen Auftritte erlebte er im November 2019 in der MDR-Talkshow „Riverboat“ (siehe Mediathek).
Hartwig Gauder starb im April 2020 im Alter von 65 Jahren nach einem Herzinfarkt. Er war verheiratet und hatte einen Sohn.

## Erfolge
- 1978, Europameisterschaften: Platz 7 (1:25:15,7 h)
- 1980, Olympische Spiele: Gold (3:49:24 h)
- 1982, Europameisterschaften: Platz 4 (4:04:51 h)
- 1986, Europameisterschaften: Platz 1 (3:40:55 h)
- 1987, Weltmeisterschaften: Platz 1 (3:40:53 h)
- 1988, Olympische Spiele: Bronze (3:56:47 h)
- 1990, Europameisterschaften: Platz 3 (4:00:48 h)
- 1991, Weltmeisterschaften: Platz 3 (3:55,14 h)
- 1992, Olympische Spiele: Platz 6 (3:56:47 h)

## Ehrungen
- 1980 und 1984 Vaterländischer Verdienstorden in Silber
- 1986 Stern der Völkerfreundschaft in Silber
- 1988 Vaterländischer Verdienstorden in Bronze
- 1989 Vaterländischer Verdienstorden in Gold
- 1993 Hartwig Gauder erhält den Rudolf-Harbig-Gedächtnispreis
- 1997 Georg von Opel-Preis
- 1998 Hartwig Gauder wird mit dem Preis für Toleranz und Fairplay ausgezeichnet.[5]
- 2006 Faustorden des Handwerker Carnevalsverein Weimar
- 2016 Aufnahme in die Hall of Fame des deutschen Sports[6]

## Schriften
- Die zweite Chance oder Mein Leben mit dem dritten Herzen, aufgeschrieben von Angelika Griebner. Sportverlag, Berlin 1998, ISBN 978-3-328-00787-6.
- Nordic Walking mit Rheuma. Rübe Verlag, Erfurt 2005, ISBN 978-3-938527-01-6.
- Zwei Leben, drei Herzen. Vom Olymp zum Heiligen Berg, aufgeschrieben von Angelika Griebner, Bombus-Verlag, München 2007, ISBN 978-3-936261-65-3.